# 다바루자카역
다바루자카역(일본어: 田原坂駅)은 일본 구마모토현 구마모토시 기타구에 있는 규슈 여객철도 가고시마 본선의 역이다.

## 타는 곳
| 역사쪽            | ■ 가고시마 본선 | (상행) | 오무타 · 하카타 방면     |
| 다바루자카 공원쪽 | ■ 가고시마 본선 | (상행) | 구마모토 · 야쓰시로 방면 |

## 역 주변
- 구마모토 현도 31호 구마모토타바루자카 선
- 구마모토 교통센터

## 역사
- 1943년 10월 1일 : 다바루자카 신호장(일본어: 田原坂信号場)으로 개설.
- 1965년 10월 1일 : 역으로 승격, 다바루자카역이 개업.
- 1987년 4월 1일 : 민영화에 따라, 규슈 여객철도로 이관.

## 인접 정차역
| 가고시마 본선      | 가고시마 본선 | 가고시마 본선        |
| ------------------ | ------------- | -------------------- |
| 고노하 모지코 방면 | ■ 보통        | 우에키 가고시마 방면 |